# Patton Glacier
Patton Glacier är en glaciär i Antarktis. Den ligger i Västantarktis. Chile gör anspråk på området. Patton Glacier ligger 943 meter över havet.
Terrängen runt Patton Glacier är bergig österut, men västerut är den kuperad. Patton Glacier ligger nere i en dal. Trakten är obefolkad. Det finns inga samhällen i närheten. 